# Эфиопия на Олимпийских играх

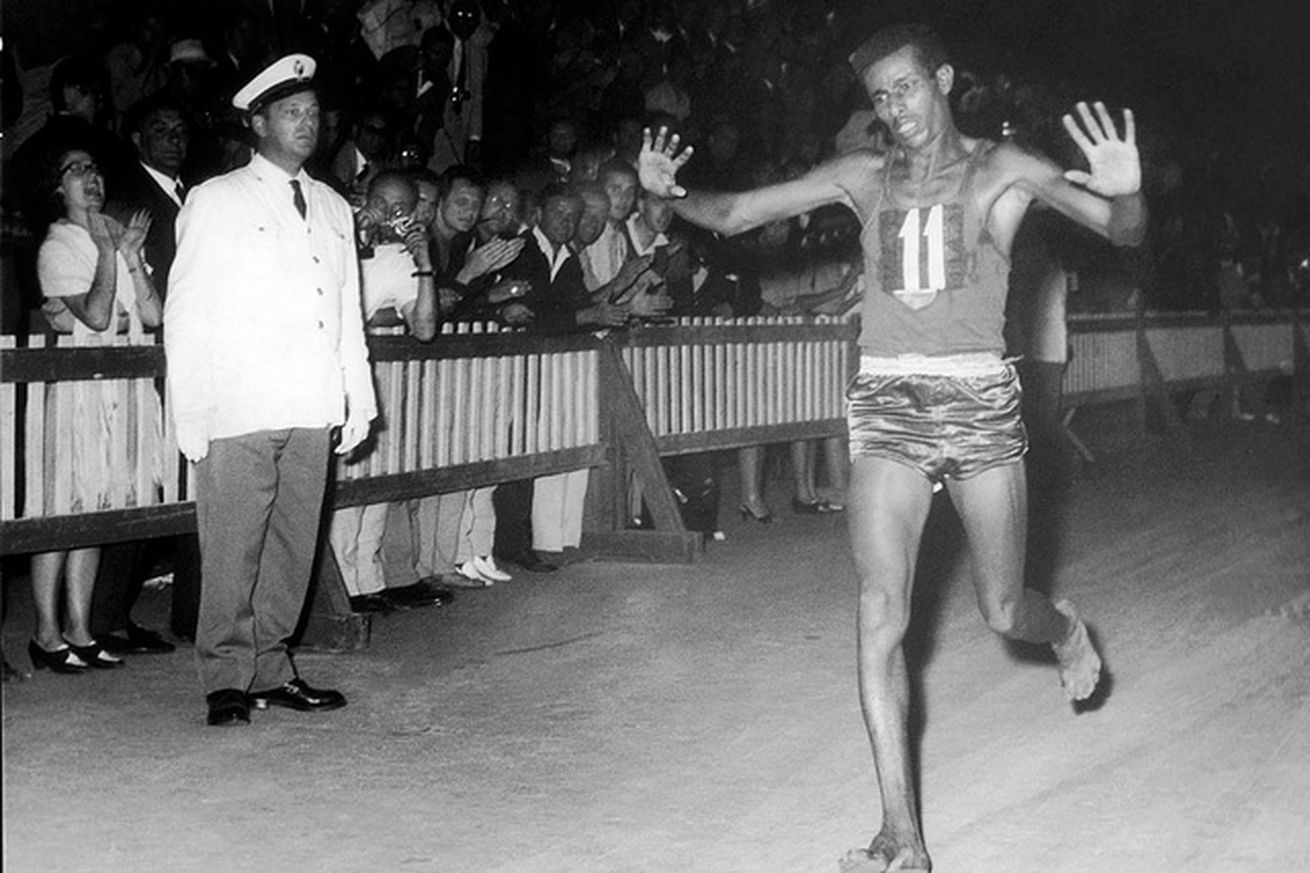
Абебе Бикила выигрывает олимпийский марафон в Риме

Эфиопия на Олимпийских играх впервые приняла участие в 1956 году. После этого лишь в 1976, в 1984 и в 1988 годах Эфиопия не участвовала в летних Олимпийских играх. На зимних Олимпийских играх Эфиопия принимала участие всего два раза: в первый раз приняла участие на Играх 2006 года в Турине и в последний раз на Играх 2010 года в Ванкувере. Всего Эфиопия завоевала 58 медалей, все — в лёгкой атлетике.
Олимпийский комитет Эфиопии был основан в 1948 году.
Эфиопские бегуны на длинные дистанции являются одними из сильнейших в истории спорта. Легендарный Абебе Бикила стал первым эфиопом, выигравшим олимпийскую награду, победив босиком в марафоне в Риме в 1960 году. Хайле Гебреселассие, Кенениса Бекеле, Месерет Дефар, Тирунеш Дибаба, Дерарту Тулу и другие подтвердили силу эфиопской стайерской школы.
Помимо лёгкой атлетики, спортсмены Эфиопии принимали участие в соревнованиях по боксу, велоспорту, лыжным гонкам, плаванию и тхэквондо.

## Таблица медалей
| Игры                | Спортсменов          | Золото               | Серебро              | Бронза               | Всего                | Место                |
| ------------------- | -------------------- | -------------------- | -------------------- | -------------------- | -------------------- | -------------------- |
| 1956 Мельбурн       | 12                   | 0                    | 0                    | 0                    | 0                    | —                    |
| 1960 Рим            | 10                   | 1                    | 0                    | 0                    | 1                    | 21                   |
| 1964 Токио          | 12                   | 1                    | 0                    | 0                    | 1                    | 24                   |
| 1968 Мехико         | 18                   | 1                    | 1                    | 0                    | 2                    | 25                   |
| 1972 Мюнхен         | 31                   | 0                    | 0                    | 2                    | 2                    | 41                   |
| 1976 Монреаль       | не принимала участие | не принимала участие | не принимала участие | не принимала участие | не принимала участие | не принимала участие |
| 1980 Москва         | 45                   | 2                    | 0                    | 2                    | 4                    | 17                   |
| 1984 Лос-Анджелес   | не принимала участие | не принимала участие | не принимала участие | не принимала участие | не принимала участие | не принимала участие |
| 1988 Сеул           | не принимала участие | не принимала участие | не принимала участие | не принимала участие | не принимала участие | не принимала участие |
| 1992 Барселона      | 20                   | 1                    | 0                    | 2                    | 3                    | 33                   |
| 1996 Атланта        | 18                   | 2                    | 0                    | 1                    | 3                    | 34                   |
| 2000 Сидней         | 26                   | 4                    | 1                    | 3                    | 8                    | 20                   |
| 2004 Афины          | 26                   | 2                    | 3                    | 2                    | 7                    | 28                   |
| 2008 Пекин          | 27                   | 4                    | 2                    | 1                    | 7                    | 18                   |
| 2012 Лондон         | 35                   | 3                    | 2                    | 3                    | 8                    | 24                   |
| 2016 Рио-де-Жанейро | 37                   | 1                    | 2                    | 5                    | 8                    | 44                   |
| 2020 Токио          | 38                   | 1                    | 1                    | 2                    | 4                    | 56                   |
| 2024 Париж          | 30                   | 1                    | 3                    | 0                    | 4                    | 47                   |
| Всего               | Всего                | 24                   | 15                   | 23                   | 62                   |                      |

| Игры          | Спортсменов | Золото | Серебро | Бронза | Всего | Место |
| ------------- | ----------- | ------ | ------- | ------ | ----- | ----- |
| 2006 Турин    | 1           | 0      | 0       | 0      | 0     | -     |
| 2010 Ванкувер | 1           | 0      | 0       | 0      | 0     | -     |
| Всего         | Всего       | 0      | 0       | 0      | 0     |       |

### Медали по летним видам спорта
| Спорт           | Золото | Серебро | Бронза | Всего |
| --------------- | ------ | ------- | ------ | ----- |
| Лёгкая атлетика | 24     | 15      | 23     | 62    |
| Всего           | 24     | 15      | 23     | 62    |